# Église Saint-Pierre d'Avezé
Pour les articles homonymes, voir Église Saint-Pierre.
L'église Saint-Pierre est localisée sur la commune d'Avezé, au sein du département de la Sarthe, en région des Pays de la Loire.
Ce lieu de culte catholique est à l'origine une église prieurale. L'édifice cultuel, commandité par le chevalier Guillaume Chesnels, est construit au tournant du XIe et du XIIe siècle (aux environs de 1100),.
Le bâtiment religieux présente un type architectural multiple ; en effet sa nef munie de chevets « plats » et qui constitue sa base, est de style roman, tandis que son chœur, ses contreforts, ses baies ainsi que son retable et sa tour, construits ou remaniés ultérieurement, aspectent un style gothique.
En date du 6 juin 1989, l'église Saint-Pierre d'Avezé bénéficie, grâce à une mesure prise par arrêté ministériel, d'un classement sur la liste des monuments historiques de France,.

## Localisation
| - OpenStreetMap Localisation de l'église Saint-Pierre sur la commune d'Avezé. |

L'église de Saint-Pierre est située à l'ouest du cœur de ville de la commune d'Avezé, un bourg appartenant à l'ensemble naturel du Perche Sarthois et localisée dans le canton de La Ferté-Bernard, arrondissement de Mamers, département de la Sarthe, en région des Pays de la Loire.
En outre, l'édifice religieux avezéen trouve son emplacement précis au « 2, rue de l'Église », une voie qui longe sa partie sud.
Enfin, le monument cultuel est localisé, en direction du nord-ouest, à proximité de la rue du Prieuré, voie par laquelle passe la départementale n. 59 ; ainsi qu'à quelques centaines de mètres du cours de l'Huisne.

## Histoire

### Moyen Âge
Au cours du Bas Moyen Âge, ce lieu de culte avezéen est connu sous le nom de « Sanctus-Petrus de Avesacio ».
Une offrande, se présentant sous la forme d'une rétribution financière, a été effectuée par un chevalier Guillaume de Chesnel à l'abbaye Saint-Aubin d'Angers en 1100. Le centre des archives départementales de Maine-et-Loire a conservé le texte original accompagnant cette donation. En voici l'un des extraits :

« Idcircio presentes atque future sciant quod domptnus Wilelmus, connomine Chainellus, pro se et pro suis parentibus ecclesiam Sancti Petri scilicet de Avesacio monachis Sancti Albini Andevacis, donnavit sicuti ipse tenebat dominium atque presbyterium scilicet et quamdam partem decime dimidiumque cimiterium et pasnagium suis propriis porcis et décimas trium mollendinariorum et prata terrasque et quicquid ecclesie pertinet, excepta parte Geroii. »

— Archives départementales de Maine-et-Loire, Eugène Lelong, 1903, p. 116.
Lors de son chantier, au cours des XIIe et XIIIe siècles, l'élévation de la nef, de type roman, tire profit d'une main-d'œuvre locale et composée d'ouvriers qualifiés. Ces mêmes ouvriers travaillaient, à cette époque, au sein d'autres espaces de construction voisins d'Avezé, notamment celui de Notre-Dame-des-Marais, une église localisée sur la commune de La Ferté-Bernard.

### Renaissance
Vers 1500, une chapelle constituée de 2 travées est incorporée dans l'enceinte de l'église de Saint-Pierre. La date de construction de la chapelle, ainsi que le nom de son maître d'œuvre, sont mis en évidence par un texte gravé apparaissant sur l'un des contreforts du monument cultuel.
Au milieu de la Renaissance, au cours du XVIe siècle, le bâtiment religieux fait l'objet d'importants travaux de remaniement. Ainsi, en 1545, à la demande de René du Bellay, alors évêque du Mans, l'église subit une campagne de restauration et d'extension. L'édifice est dès lors muni, sur sa façade Nord, d'une tour-clocher et d'une sacristie. Cette dernière complète l'interstice, demeuré jusqu'alors vacant, qui sépare le mur septentrional du chœur et la chapelle. Néanmoins, à cette époque, le chantier de la tour n'est pas conduit à son terme. La construction de cette élévation architecturale se voit ultérieurement complétée et finalisée par la mise en place d'un beffroi. Cet élément supplémentaire est fabriqué au moyen d'un assemblage de charpentes.

### Époque contemporaine
Postérieurement au XVIe siècle, période au cours de laquelle l'architecture générale du monument religieux connut son aspect définitif, différentes parties de l'église — internes et externes — firent à leur tour l'objet de nombreux remaniements.
Au début du XIXe siècle, 1818, un retable, composé d'une série de tableaux sous la forme d'un polyptyque, est incorporé à l'arrière de l'autel.
En 1862, Charles-Constantin Gondouin, alors propriétaire du château de la Prousterie, fait, par l'entremise d'un financement, don au prieuré avezéen de vitraux.
Vers la fin du XIXe siècle, la restauration du lambris eut pour conséquence directe la disparition de fresques représentant des évangélistes.
Au cours de la Seconde Guerre mondiale, les éléments de verrerie mis en place pendant le XVIe siècle et occupant l'intérieur des baies situées au sein du mur méridional, subirent une complète démolition. Un bombardement effectué dans la région d'Avezé a été à l'origine de cette destruction.
Le 6 juin 1989, l'église Saint-Pierre d'Avezé fait l'objet, par arrêté ministériel, d'un classement sur la liste des monuments historiques de France,.
Enfin, dans la seconde moitié des années 2000, entre 2007 et 2010, l'édifice cultuel bénéficie d'une importante campagne de réfection. Ces travaux visèrent, entre autres, à remettre dans son état d'origine la charpente constituée de bardeaux en bois venant soutenir le toit du clocher

## Description et style architectural

### Style architectural
L'église Saint-Pierre d'Avezé observe plusieurs styles architecturaux. À la différence de sa nef de type roman, pourvue de chevets « plats » et qui compose son centre ; le chœur, les contreforts, les baies, le retable ainsi que la tour, édifiés ou restaurés ultérieurement, présentent une architecture de type gothique.
D'autre part, l'enchaînement de pignons latéraux placés à chaque de croisement de travées — en particulier au niveau de la chapelle et de la sacristie —, confère à l'ensemble du monument religieux un style architectural proche des autres églises implantées dans la région du Perche.

### La nef
La nef se développe sur un plan au sol strictement rectangulaire. Son accès s'effectue via une porte de petite taille dont le style architectural est gothique. Cette huisserie dispose en outre de fonts baptismaux datant du XVIIIe siècle qui étaient, auparavant, placés dans l'enceinte même de la nef. La chapelle, ainsi que la tour-cloche, sont flanquées sur le côté ouest de la grande salle centrale. À l'intérieur de la nef, un bénitier orné d'un bénitier de chevet d'époque Renaissance occupe l'une de ses parois murales.

### Toitures et huisseries
L'espace interne de l'église avezéenne est surplombé par une ossature de poutre en bois lambrissée et qui constitue l'essentiel de la toiture. Ce toit charpenté, construit d'une unique pièce d'assemblage, recouvre la nef et le chœur du bâtiment religieux. En outre, cette même charpente donne à l'ensemble de l'église un « caractère dépouillé ». Cette sobriété architecturale est soulignée par la présence, au sein de la façade sud de vastes baies exemptes de vitraux et qui confèrent au monument une clarté significative.
Sur la totalité des verreries incorporées dans l'encadrement des différentes ouvertures et baies de l'église, seules celles situées dans l'un des tympans de la façade sud ; celles de la chapelle, conçues dans la seconde moitié du XIXe siècle par le peintre et vitrailliste Léopold Lobin de Tours et portant une représentation la Vierge ; ainsi que la totalité de celles des façades ouest et nord sont encore intactes,.
Le Clocher-tour est pourvu d'une voûte, réalisée en 1886 et composée d'un assemblage de briques. Cette dernière vient tapisser la partie supérieure de son rez-de-chaussée. La chapelle est, quant à elle, recouverte d'une toiture en arcs liernés et constituée de blocs de pierre.

### La tour-cloche
La tour de l'église, dont l'ossature et les murs porteurs sont constitués de matériaux maçonnés, se développe sur deux étages. La partie haute de cette élévation se présente sous la forme d'un beffroi et comportant une cloche,. Cette dernière section de la tour est elle-même surmontée d'une toiture constituée d'une charpente conçue en bois et qui supporte une couverture d'ardoise.
La partie inférieure du clocher-tour est pourvue d'une voûte, réalisée en 1886 et composée d'un assemblage de briques. Cette dernière vient tapisser la partie supérieure de son rez-de-chaussée. La chapelle est, quant à elle, recouverte d'une toiture en arcs liernés et constituée de blocs de pierre.
Un ancien texte révèle la bénédiction dont la cloche a fait l'objet lors de son installation au sein de la tour :

« Le 12e jour d'aout a esté beny la grosse cloche, par Messire Estienne Dolbeau pretre curé et doien de la Ferté Bernard, et a esté nommée par hault et puissant seigneur Hercule de la Ponpone de Chamboy, chevallie seigneur de Beauvais et autres lieux parrain, et marraine haulte et puissante dame Elisabeth de Lamy de Maison Maugis en présence de Me Nicolas Mestivier pretre curé d'avezé. »

— .

### Le retable
Le retable de l'église d'Avezé, placé à l'extrémité de son chœur, est également conçue en pierre. Cette construction verticale est munie de bas-reliefs construits au moyen de plâtre. De cette pièce monumentale exécutée en 1818, seul le bassin de purification rituel, daté du XIVe siècle et situé à la droite de l'autel, pourrait avoir fait l'objet d'une réutilisation.
L'espace central du retable est formé d'une travée dont l'une des colonnes laisse apparaître une œuvre picturale. Cette huile, exécutée au tournant des XVIIIe et XIXe siècles, figure Saint Pierre, le patron du prieuré avezéen. Outre cette iconographie religieuse, l'élément architectural est par ailleurs accompagné de plusieurs statues ainsi que d'un tabernacle confectionné en bois polychrome,. En ce qui concerne la présence d'un tabernacle dans l'enceinte du retable et l'importance que recouvre cette association, l'historienne Michèle Ménard précise :

« À Avezé, la structure du retable n'a pas de signification sans le tabernacle qui lui est intimement lié. »

— Michèle Ménard, 1980, p. 151.

### Les autels secondaires
L'ancien prieuré Saint-Pierre d'Avezé comporte, outre celui localisé à l'arrière de son chœur, 2 autels dits « secondaires » (ou de moindre importance). Le premier, situé sur le côté Est de la nef et dont la construction est attribuée aux environs de la fin du XVIIIe début du XIXe siècle, est consacré au culte de Saint Sébastien. Le second autel, dévolu à la Vierge Marie et daté du XIXe siècle, trouve son emplacement au sein de la chapelle.

### Les statues
Le mobilier de l'église présente un ensemble de plusieurs œuvres sculptées, notamment une statue figurant Saint Jacques. Cette œuvre, confectionnée en pierre et attribuée à la fin du XVIe siècle, est logée au sein d'une niche qui surplombe l'accès à la sacristie. Le monument est également pourvu de trois autres pièces notables, dont une statue représentant Sainte Marguerite, fabriquée en bois polychrome et datée de la fin du XVe siècle ; une Vierge à l'Enfant, faite de pierre et attribuée au XIVe siècle ; enfin, une troisième sculpture, placée face à cette dernière dans la partie inférieure du clocher, se présente sous la forme d'un Christ en croix. Cette représentation du Christ, dont l'emplacement initial se révélait être juste au niveau du poinçon surmontant l'accès au chœur, bénéficia d'une restauration au cours du XXe siècle. À l'origine, cette œuvre était accompagnée de deux autres éléments appartenant au mobilier de l'église, l'ensemble des trois constituant la poutre de gloire.

## La place de l'Église
Au sein de la place de l'Église, à Avezé, le monument était auparavant encadré par le cimetière sur ces côtés Nord, Ouest et Est. La façade méridionale de l'édifice donnait, quant à elle, sur le prieuré. Cet ancien monastère a été déplacé en 1847 laissant ainsi espace dont la vente permit, dix ans après, de financer un plan d'aménagement de la place entourant l'église. Cette mise en valeur du site consista notamment à la construction en 1858 d'une borne-fontaine et d'un lavoir. En 1906, ce bassin d'eau, demeuré jusqu'alors ajouré, fit l'objet d'un remaniement afin d'être élargi et recouvert. D'autres travaux d'urbanisme ont été entrepris sur la place de l'église en 2014.